# Herberg het Hellegat

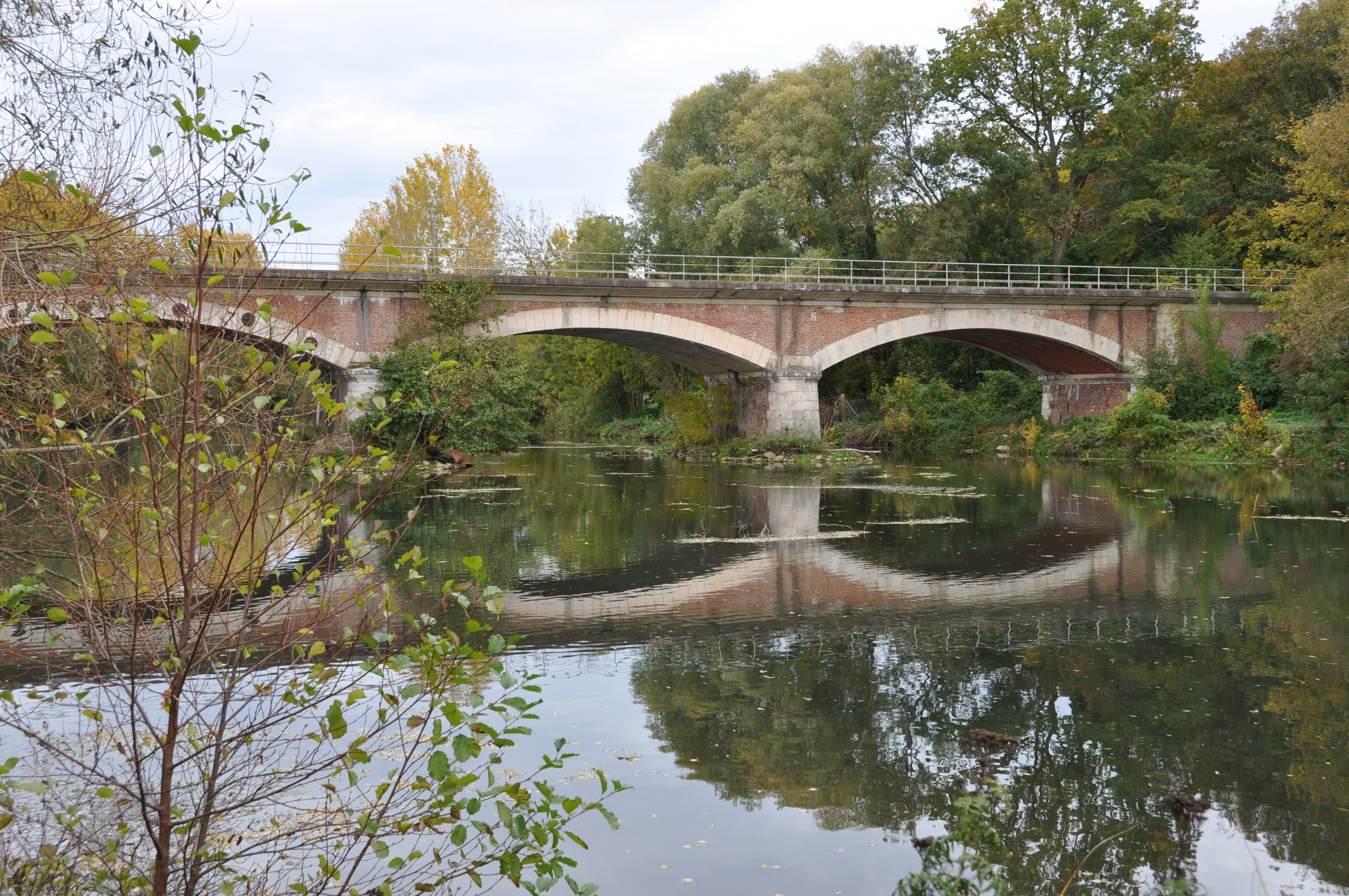
Brug over de Loing

L'auberge aux noyés (in het Nederlands vertaald als Herberg het Hellegat) schreef Georges Simenon in Neuilly tijdens de winter 1937-1938, of in Porquerolles in maart 1938. De novelle verscheen eerst in voorpublicatie in het tijdschrift Police-Film/Police-Roman nr. 29 van 11 november 1938. Nadien werd het verhaal opgenomen in de verzamelbundel Les Nouvelles Enquêtes de Maigret die Gallimard in 1944 publiceerde.

## Plot
Commissaris Maigret begeeft zich naar Nemours. Tijdens zijn verblijf aldaar vindt er een merkwaardige gebeurtenis plaats, die hij zal onderzoeken. Op de weg die Nemours verbindt met Montargis, in de buurt van het restaurant L'Auberge aux noyés, botst een vrachtwagen tegen een auto waardoor die in de rivier Loing wordt gekatapulteerd. De herberg heet eigenlijk Auberge des pêcheurs, maar iedereen noemt haar "de herberg bij de verdronkenen" vanwege het hoge aantal verdronkenen in de buurt. Wanneer het voertuig uit het water wordt getakeld, is er echter geen spoor van de inzittenden. In de koffer vindt men wel het lijk van een vrouw met doorgesneden keel. Dat er geen inzittenden gevonden zijn, is heel vreemd. De vrachtwagenchauffeur, Joseph Lecoin, getuigt immers dat hij, nadat hij de parkeerde auto had geraakt en deze in de rivier verdween, stemmen om hulp had horen schreeuwen. Een man die op dat ogenblik op een schuit voorbij was gevaren, bevestigt dit. Notaris La Pommeraye vertelt Maigret dat zijn 17-jarige dochter Viviane smoorverliefd is op Jacques Vertbois, de eigenaar van de auto. Beiden zijn nu verdwenen.

## Verfilming
- L'Auberge aux noyés, Franse televisiefilm uit 1989 van de Jean-Paul Sassy, met de acteur Jean Richard die de rol van commissaris Maigret speelt.